# Golden Glades
Golden Glades vagy Biscayne Gardens statisztikai település az Amerikai Egyesült Államokban, Florida államban, Miami-Dade megyében. 
Itt található a Golden Glades Interchange csomópont is, amely összeköti a Florida Turnpike-ot, az Interstate 95-öt, az US 441-et, a State Road 9-et és a Palmetto Expressway-t.

## Népesség
A település népességének változása: